# Monte Rocciavrè
Il Monte Rocciavrè (2.778 m s.l.m.) è una montagna delle Alpi del Monginevro nelle Alpi Cozie. Si trova in Piemonte (Città metropolitana di Torino).

## Caratteristiche

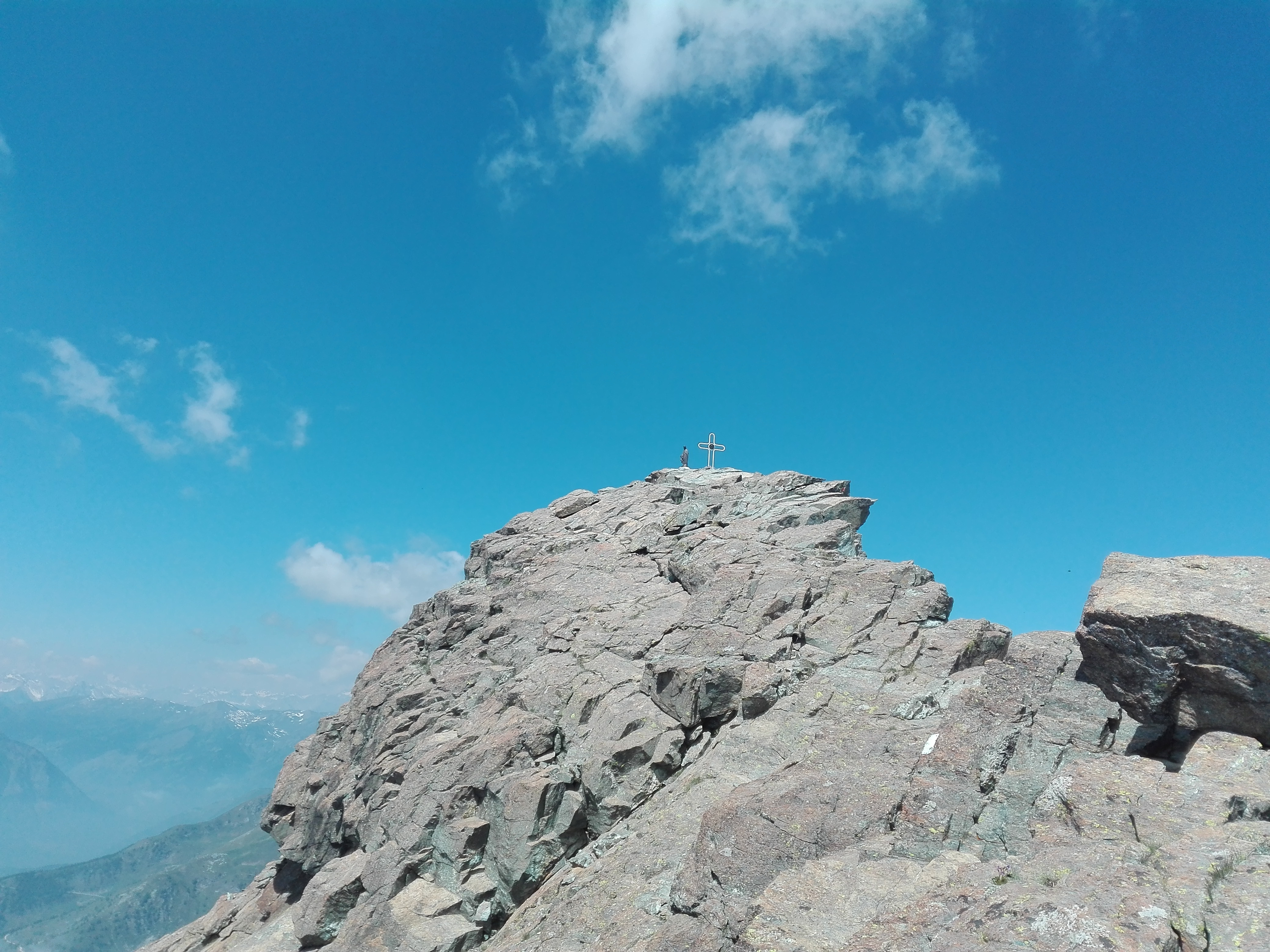
La cresta finale.

La montagna è collocata lungo lo spartiacque tra la Val Susa e la Val Chisone ad est del Monte Orsiera e non lontano dalla testata della Val Sangone, di cui non fa parte. A sud del monte, separato dal Colletto Robinet, è collocato il monte Robinet. Si trova all'interno del Parco naturale Orsiera - Rocciavrè.

## Salita alla vetta

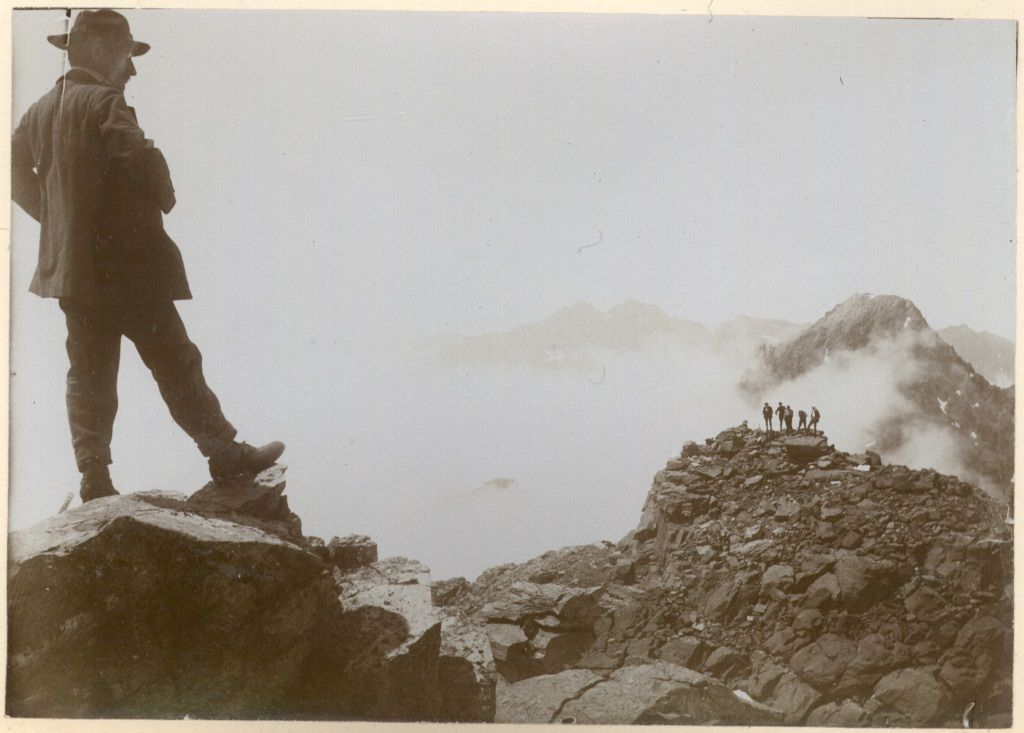
Escrusionisti sul Rocciavrè nel 1913 (foto M.Gabinio)

La montagna viene salita più comunemente dalla Val Sangone e partendo dal Rifugio Balma. Dal rifugio si sale al Colletto Robinet (2.635 m) e di qui si raggiunge la cresta sud-est, che conduce alla vetta.
Partendo dalla Val Chisone si può partire dalla frazione Gran Faetto di Roure Chisone. Dalla frazione si sale seguendo il sentiero gta 341 fino al colletto Robinet e di qui alla vetta.
Sempre dalla val Chisone si può partire dal Rifugio Selleries con minor dislivello, ma con percorso più lungo.

## Arrampicata

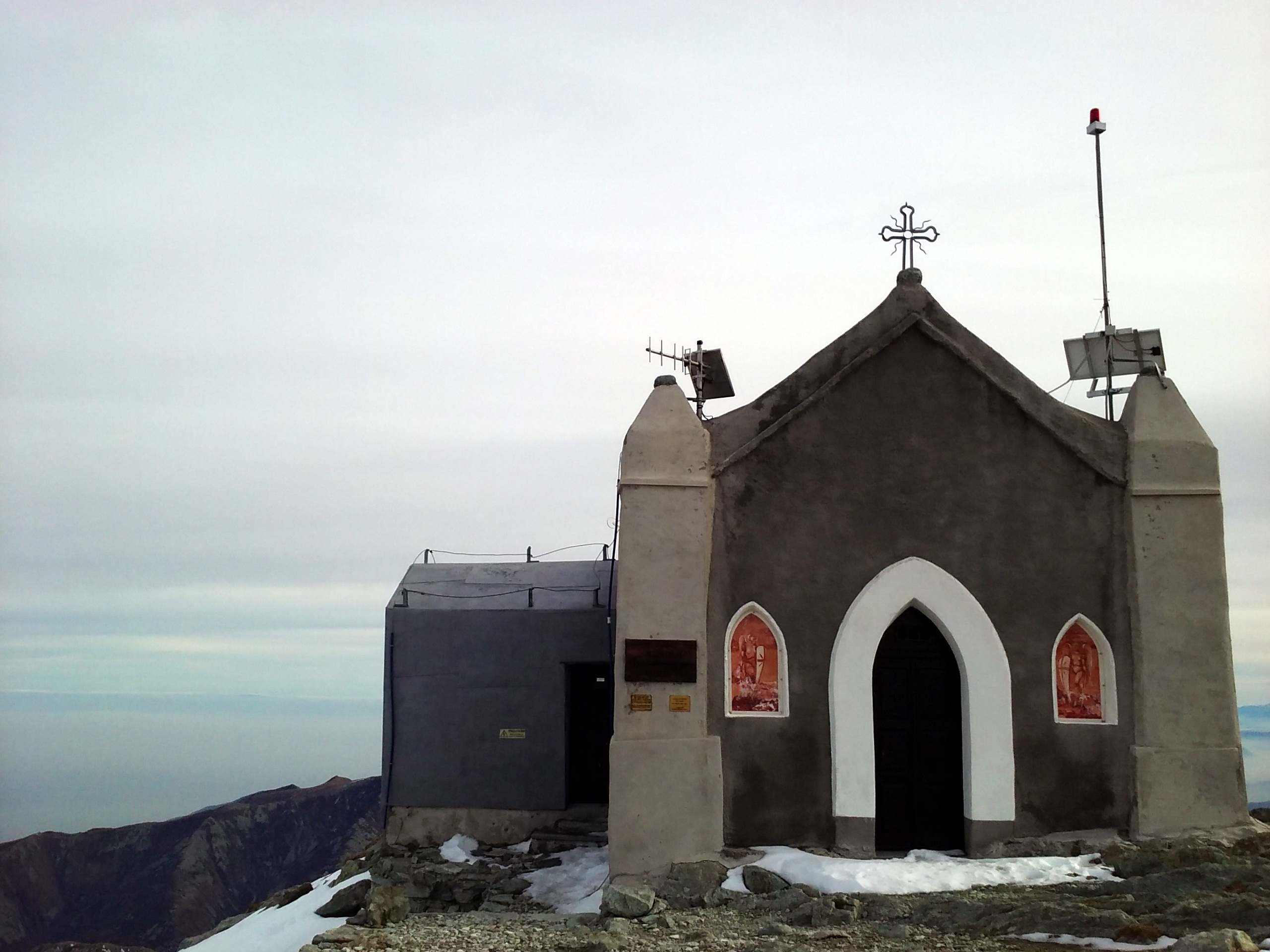
Cappella della Madonna degli Angeli e bivacco del Robinet

Una via di arrampicata raggiunge la cima del Monte Rocciavrè :
- Cresta Nord-Ovest (difficoltà complessiva PD-), località di partenza Selleiraut (o Seleiraut), dislivello 1.300 m, quota partenza 1.525 m, quota vetta 2.778 m, esposizione Nord-Ovest

## Rifugi alpini
Per favorire la conoscenza del Monte Rocciavrè e l'escursionismo vi sono alcuni rifugi alpini:
- Rifugio Fontana Mura - 1.726 m (Coazze, Sellery Superiore).
- Rifugio Balma - 1.986 m (Coazze, Val Sangone).
- Rifugio Palazzina Sertorio - 1.454 m (Coazze, Val Sangone).
- Bivacco Monte Robinet - Cappella Madonna degli Angeli 2.679 m.
- Rifugio Selleries - 2.030 m (Roure Chisone).